# Obscure Verses for the Multiverse
Obscure Verses for the Multiverse (v překladu Obskurní verše pro mnohovesmír) je šesté studiové album kolumbijsko-americké black metalové skupiny Inquisition z roku 2013. Je to první album kapely, které vyšlo po podpisu smlouvy u francouzského nezávislého vydavatelství Season Of Mist.
Stejně jako předchozí album Ominous Doctrines of the Perpetual Mystical Macrocosm z roku 2010 obsahuje mimo (pro kapelu) tradičního satanismu i kosmickou a metafyzickou tematiku.

## Seznam skladeb
1. Force of the Floating Tomb – 04:38
2. Darkness Flows Towards Unseen Horizons – 03:58
3. Obscure Verses for the Multiverse – 05:39
4. Spiritual Plasma Evocation – 05:21
5. Master of the Cosmological Black Cauldron – 04:44
6. Joined by Dark Matter, Repelled by Dark Energy – 06:11
7. Arrival of Eons After – 04:13
8. Inversion of Ethereal White Stars – 05:41
9. Infinite Interstellar Genocide – 05:28

## Sestava
- Dagon – vokály, kytara
- Incubus – bicí